# 15 Vol. 2
15 Vol. 2 je kompilace nejlepších písniček Arakainu za příležitosti 15. výročí kapely. S tímto CD vychází ještě CD 15 Vol. 1.

## Seznam skladeb
1. Metalománie (1984)
2. Jsem trochu jako (1983)
3. Poslední valčík (1986)
4. Nesmíš to vzdát (1986)
5. Vstávej (1986)
6. Krakatit (1987)
7. Gladiátor (1986)
8. Amadeus (1988)
9. Šeherezád (1988)
10. Gilotina (1990)
11. Zapomeň (1992)
12. Harlekýn (1992)
13. Brána iluzí (1993)
14. Zase spíš v noci sama (1993)
15. Loutky (1995)
16. Virtua Reality (1997)